# Старжинский, Владимир Флорианович
Владимир Флорианович Старжинский — советский хозяйственный, государственный и политический деятель.

## Биография
Родился в 1918 году. Член КПСС.
Образование высшее.
С 1937 года — на хозяйственной, общественной и политической работе.
До 1963 гг. — рядовой, инженерный и руководящий работник рыбной промышленности Дальнего Востока
- В 1963—1966 гг. — заместитель начальника технического управления Министерства рыбного хозяйства СССР.[1]
- В 1966—1970 гг. — заместитель начальника Главдальвостокрыбпрома.[1]
- В 1970—1979 гг. — главный инженер ГУ «Дальрыба».[1]
- В 1979—1982 гг. — начальник Владивостокского рыбного производственного объединения «Дальрыба».[2]
- В 1982—1985 гг. — начальник Владивостокского рыбного производственного объединения «Гипрорыбфлот».[1]

За создание плавучих рыбоконсервных заводов типа «Кораблестроитель Клопотов» проекта 398, организацию их серийной постройки и внедрение в эксплуатацию был в составе коллектива удостоен Государственной премии СССР в области науки и техники 1974 года.
Делегат XXVI съезда КПСС.
Умер в 1988 году.